# Riervescemont
Riervescemont település Franciaországban, Territoire de Belfort megyében. Lakosainak száma 86 fő (2022. január 1.). Riervescemont Sewen, Dolleren, Lamadeleine-Val-des-Anges, Lepuix és Vescemont községekkel határos.

## Népesség
A település népessége az elmúlt években az alábbi módon változott:
| Lakosok száma | 109  | 105  | 100  | 98   | 95   | 93   | 90   | 86   |
|               | 2013 | 2015 | 2017 | 2018 | 2019 | 2020 | 2021 | 2022 |